# Ninfeo de Side
El Ninfeo era un antiguo ninfeo de la ciudad de Side, en la antigua región de Panfilia, Asia Menor, en la actual Turquía. Estaba situado frente a la puerta principal de la ciudad, fuera de las murallas, y se alimentaba de un acueducto que entraba en la ciudad por el norte.

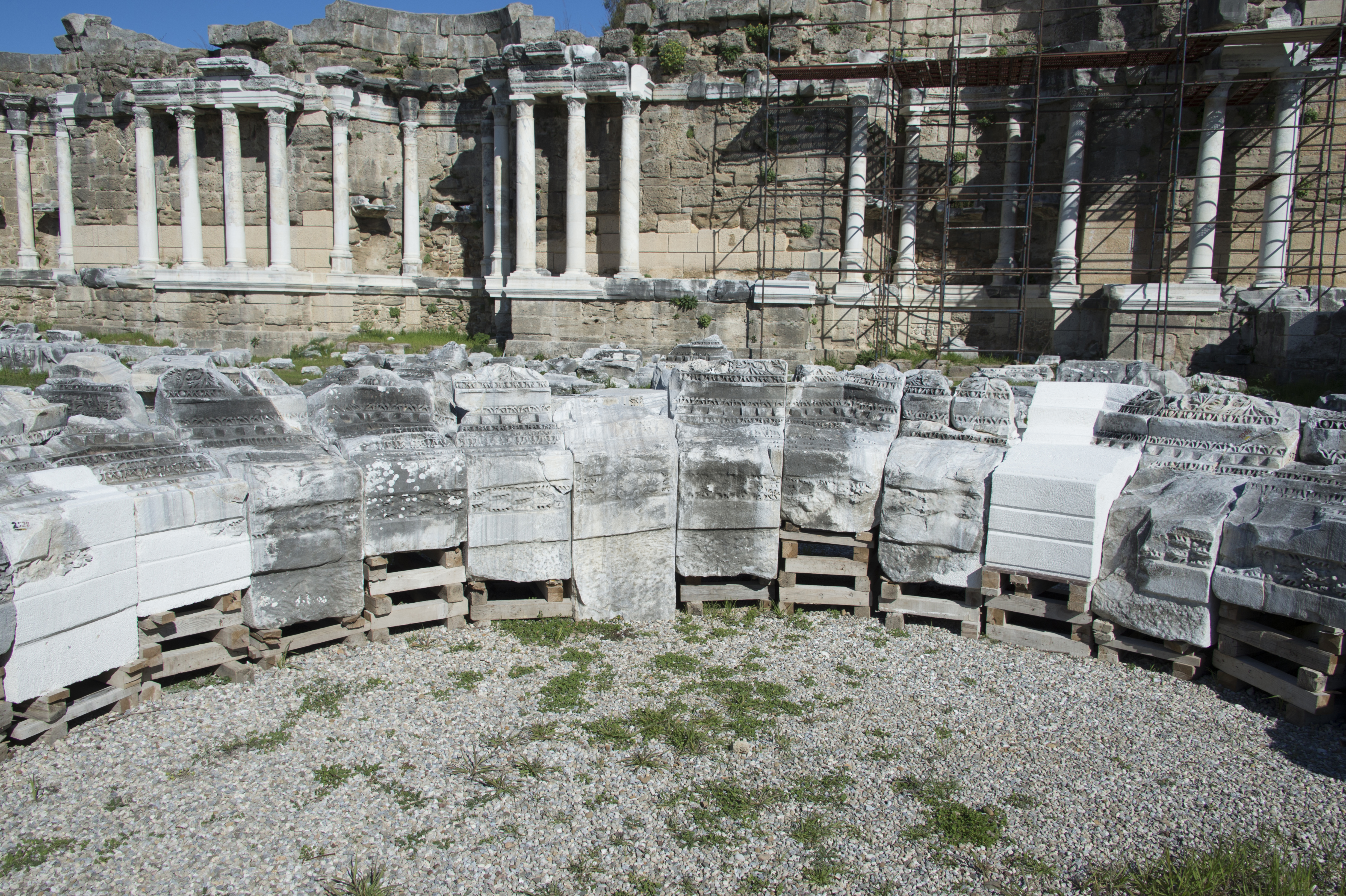
Restos.

El Ninfeo se construyó en el Imperio romano en el siglo I, al mismo tiempo que el acueducto, y se restauró en el siglo II. Era una estructura de tres pisos, formada por una pila de agua, un edificio detrás y edificios laterales. La estructura tenía 35 m de ancho y cinco de profundidad. La fachada estaba decorada con columnas, estatuas y relieves. Las columnas eran de estilo corintio. El piso inferior del Ninfeo, con tres hornacinas para estatuas, sigue en pie.